# روبرت إل. ويلكينز
روبرت إل. ويلكينز (بالإنجليزية: Robert L. Wilkins)‏ هو محامي وقاضي أمريكي، ولد في 2 أكتوبر 1963 في مونسي في الولايات المتحدة.